# Superettan de 2011

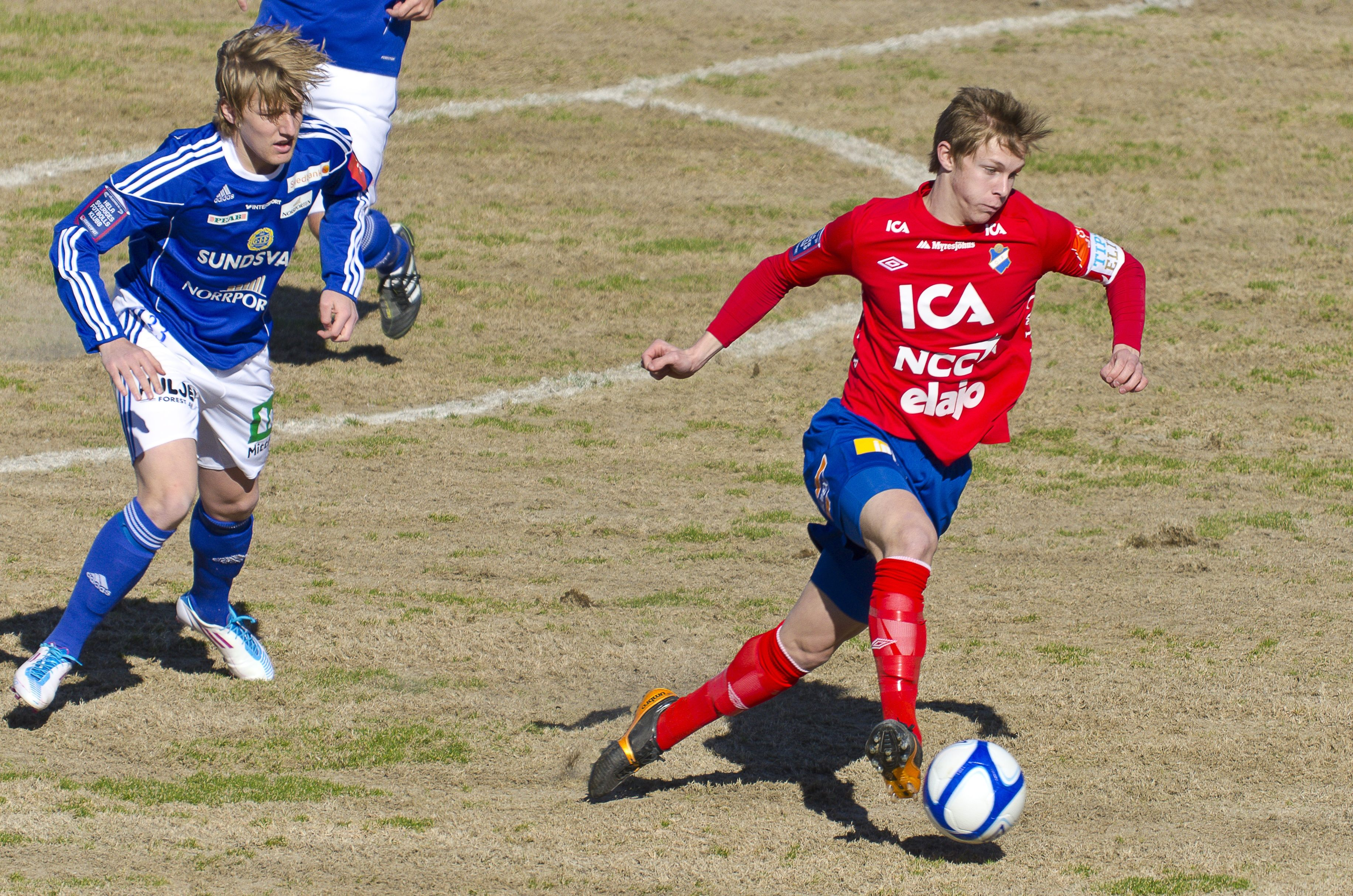
Jogador sueco Emil Krafth no Superettan 2011

A segunda divisão do Campeonato Sueco de Futebol da temporada 2011, denominada oficialmente de Superettan 2011, está sendo disputada entre abril e outubro de 2011. O campeão e o vice serão promovidos para a Allsvenskan 2012.

Os novos participantes na Superettan são os promovidos da Division 1 - IFK Värnamo e Västerås SK Fotboll, assim como os despromovidos da Allsvenskan 2010 - Åtvidabergs FF e IF Brommapojkarna.
Devido a má economia, o Örgryte IS baixou para a Divisão 1, sendo substituído pelo Qviding FIF.

## Formato
O campeonato conta com a participação de 16 equipes, que jogam 30 rodadas, em jogos de turno e returno. Cada vitória vale 3 pontos, empate 1 ponto e derrota 0 pontos.

## Participantes
- Assyriska FF
- Degerfors IF
- Falkenbergs FF
- GIF Sundsvall
- Hammarby IF
- IF Brommapojkarna
- IFK Värnamo
- IK Brage
- Jönköpings Södra IF
- Landskrona BoIS
- Ljungskile SK
- Västerås SK Fotboll
- Åtvidabergs FF
- Ängelholms FF
- Qviding FIF
- Östers IF